# Aktiverat protein C-resistens
Aktiverat protein C-resistens (även kallat APC-resistens eller APCR) är en genetisk sjukdom som påverkar blodkoaguleringen. APCR innebär ökad risk för blodpropp, bl.a. i form av ventrombos vilket kan orsaka cirkulationsproblem såsom lungemboli.
APCR kan uppstå spontant, men är vanligen ärftligt. Den ärftliga formen är autosomalt dominant, vilket innebär att det räcker att få anlaget från ena föräldern för att utveckla sjukdomen i mildare form, som oftast inte innebär något större problem. Om anlaget ärvs från båda föräldrarna är risken för blodpropp högre.
Protein C-systemet gör att blodet inte koagulerar för mycket eller där det inte bör koagulera. Mer specifikt så verkar aktiverat protein C, med protein S som kofaktor, genom att bryta ner faktor Va och faktor VIIIa. Aktiverat protein C-resistens innebär att protein C inte kan bryta ner den ena eller båda av dessa faktorer, vilket medför att trombin bildas under en längre tid och kan leda till ökad kogaulering.

### Fotonoter
1. ↑  Activated Protein C Resistance Arkiverad 23 juni 2015 hämtat från the Wayback Machine., Swedish MeSH, läst 2015-06-23
2. 1 2 3  Vad innebär APC-resistens? Arkiverad 23 juni 2015 hämtat från the Wayback Machine., Vårdguiden, senast reviderad 2013-05-24